# Regio's van Engeland

Regio's van Engeland

De negen regio's in Engeland zijn geen bestuurlijke laag met uitzondering van Greater London. Deze onderverdeling werd in 1994 ingevoerd onder de regering van John Major. De regio's waren tussen 1999 en het vertrek van het Verenigd Koninkrijk uit de Europese Unie in 2020 statistische NUTS level 1-regio's. In 1998 werd de regio Merseyside samengevoegd met regio North West England.
De macht van een regio is beperkt en er zijn geen gekozen regionale bestuurders, met uitzondering van Groot Londen.
De regio's bestaan elk uit een of meer county's en unitary authorities.

## De regio's
De negen regio's zijn:
1. Groot-Londen (Greater London)
2. South East
3. South West
4. West Midlands
5. North West
6. North East
7. Yorkshire and the Humber
8. East Midlands
9. East of England